# Center Point, Iowa
Center Point är en ort i Linn County i Iowa. Vid 2020 års folkräkning hade Center Point 2 579 invånare.